# Kościół ewangelicki na Muchoborze Wielkim
Kościół ewangelicki na Muchoborze Wielkim (niem. Evangelische Kirche in Groß Mochbern) – ewangelicki kościół, który znajdował się przy dzisiejszej ul. Stanisławowskiej na Muchoborze Wielkim we Wrocławiu. Rozebrany w latach 60. XX wieku.

## Historia
Kościół został zbudowany w latach 1906–07 według projektu wrocławskiego architekta Carla Starka. Znajdował się we wschodniej części ówczesnej wsi Muchobór Wielki (niem. Groß Mochbern) przyłączonej do miasta w roku 1951, w bezpośrednim sąsiedztwie gminnego cmentarza. Do roku 1912 był kaplicą filialną ewangelickiej parafii św. Pawła obejmującej zachodnie i południowo-zachodnie osiedla Wrocławia. Od roku 1912 stał się kościołem parafialnym, wtedy też zbudowano w pobliżu dom parafialny i mieszkanie pastora.
Kościół po roku 1945, po tym gdy ludność niemiecka opuściła Muchobór, stał się bezużyteczny. Został rozebrany prawdopodobnie w czasie likwidacji pobliskiego cmentarza w latach sześćdziesiątych XX w. Dokładnej daty rozbiórki źródła nie podają.

## Architektura
Kościół na Muchoborze wybudowano w stylu secesyjnym na planie krzyża, na osi północ-południe. Dominantą bryły była dostawiona od południa wieża z dzwonnicą na planie kwadratu zwężająca się ku górze i kryta dwuspadowym daszkiem z naczółkiem, na którym umieszczona została sygnaturka z krzyżem. We wnętrzu umieszczono bezpośrednio nad ołtarzem emporę organową. W dzwonnicy znajdowały się trzy dzwony. Dwa z nich pochodziły z kościoła św. Barbary, a wykonane były w latach 1452 i 1589. Trzeci z nich
wykonany w roku 1906 we wrocławskiej ludwisarni Wilhelma Geittnera został w czasie I wojny światowej zarekwirowany.

## Literatura
- Ulrich Bunzel: Entstehen und Vergehen der evangelischen Kirchen Breslaus. München: Bergstadtverlag Wilh. Gottl. Korn, 1964, s. 70.
- Kurt Degen: Die Bau- und Kunstdenkmäler des Landkreises Breslau. Frankfurt am Main: Verlag Wolfgang Weidlich, 1965, s. 74.